# Erwin C. Dietrich
Erwin C. Dietrich (Glarona, 4 ottobre 1930 – Zurigo, 15 marzo 2018) è stato un regista, produttore cinematografico e attore svizzero considerato uno dei più influenti cineasti svizzeri. 

## Biografia
Inizia la sua carriera come attore e, a partire dal 1955, con la sua compagnia "Urania" , produce i film The Man in the Black Derby e The Model Husband, interpretati dal comico svizzero Walter Roderer, che si rivelano un grande successo . Durante il periodo in cui i thriller in stile 'Edgar Wallace' riscossero grande popolarità in Germania, Dietrich portò al cinema Nylon Noose (1963) e The Strangler of the Tower (1965/66), producendo pellicole ispirate al modello Rialto-Film. In Nylon Noose, Dietmar Schönherr interpreta il ruolo dell’ispettore Harvey, contribuendo all’atmosfera da krimi tipica degli Edgar Wallace-film. 
Nel 1968 debutta alla regia con la trasposizione cinematografica del romanzo The Colonel's Nieces di Guy de Maupassant, ottenendo il suo primo successo commerciale. 
Fino al 1980 ha diretto e prodotto oltre 45 film, spesso firmandosi con pseudonimi come "Michael Thomas" o "Manfred Gregor", sotto l'etichetta della sua nuova casa di produzione, la "Elite-Film" (successivamente "Ascot Film GmbH"). La maggior parte di queste opere è stata realizzata nei suoi studi a Rümlang, con troupe ridotte e mezzi contenuti. Tra i titoli più significativi si distinguono quelli interpretati da Ingrid Steeger e dalla principale icona erotica francese dell’epoca, Brigitte Lahaie. Nel tempo, molti di questi film sono diventati cult, riscoperti e apprezzati in rassegne e festival cinematografici. Dietrich ha spesso indicato come suo film preferito il remake di The Colonel's Nieces, interpretato da Brigitte Lahaie.
Anche Jesús Franco ha collaborato con Dietrich, realizzando 17 film durante il loro sodalizio, che ha descritto come il periodo più produttivo e gratificante della sua carriera. 
Film come Confessioni proibite di una monaca adolescente e Jack lo squartatore, con Klaus Kinski, sono stati elogiati da esperti del settore, tra cui Joe Dante e Quentin Tarantino, che definirono Dietrich il "Roger Corman svizzero". Il film Storia di Piera, da lui prodotto e diretto da Marco Ferreri, con Isabelle Huppert e Marcello Mastroianni, non ottenne lo stesso successo commerciale delle sue precedenti produzioni, ma venne apprezzato nei festival cinematografici. La qualità del film fu confermata dalla vittoria della Palma d’oro per la miglior attrice da parte di Hanna Schygulla al Festival di Cannes del 1983. 
Il film d'azione I 4 dell'Oca selvaggia, coprodotto con Euan Lloyd, gli valse un importante riconoscimento a livello internazionale. Con un cast d’eccezione composto da Richard Harris, Roger Moore, Richard Burton e Hardy Krüger, il film fu visto da oltre quattro milioni di spettatori nella sola Germania e divenne un grande successo nel 1978, ottenendo il premio della Goldene Leinwand. Sull’onda di questo successo, Dietrich proseguì nella produzione di film d’azione, tra cui Amici e nemici e L'oca selvaggia colpisce ancora.
Convinto dal successo ottenuto, Dietrich avviò una nuova collaborazione con Peter Baumgartner, fondando la casa di produzione "Cinephon", con l’obiettivo di realizzare tre film d’azione girati nelle Filippine. Sostenuta da una massiccia campagna promozionale, incentrata sulla presenza scenica di Klaus Kinski durante il tour pubblicitario, a metà degli anni ’80 fu distribuita quella che venne poi definita la “trilogia dei mercenari”, composta da Arcobaleno selvaggio, Commando Leopard e The Commander, con un cast internazionale che includeva Klaus Kinski, Ernest Borgnine e Lee Van Cleef. Sebbene accolti in modo contrastante dalla critica, i film ottennero un buon riscontro commerciale, consolidando ulteriormente la reputazione di Dietrich come produttore di cinema d’azione a basso budget ma di forte impatto internazionale. 
Nello stesso periodo aprì il "Capitol", il primo cinema multisala in Svizzera, a cui fece seguito l'apertura del Cinemax. All'inizio degli anni '90, dopo aver prodotto il film di danza Dance Academy 2: Dance to Win e le commedie svizzere Ein Schweizer namens Nötzli e Der doppelte Nötzli,  Dietrich si ritirò dall'attività cinematografica, dedicandosi alla sua società di distribuzione, la "Ascot-Elite", che in seguito sarebbe passata ai figli.
Muore il 15 marzo 2018 a Zurigo.

## Filmografia parziale

### Produttore
- Sexy Baby (Unruhige Töchter), regia di Hansjörg Amon (1968) , tradotto in italiano, Figlie inquiete

### Regista
- Le nipoti della colonnella (Die Nichten der Frau Oberst) (1968), tradotto in italiano, Le nipoti della Signora Oberst

### Sceneggiatore
- Backbeat - Tutti hanno bisogno di amore (Backbeat [12]), regia di Iain Softley (1994)